# Krasnogvardejskaja
Krasnogvardejskaja (in russo Красногварде́йская?), che letteralmente significa Stazione della Guardia Rossa, è l'ex capolinea meridionale della Linea Zamoskvoreckaja, la linea 2 della metropolitana di Mosca. Ora la stazione terminale della linea è Alma-Atinskaja, inaugurata il 24 dicembre 2012.
Fu inaugurata nel 1985 ed è una stazione con soffitto a volta e mura ricoperte in marmo rosso, simile all'architettura di molte stazioni della Metropolitana di Washington. Il tema degli elementi decorativi della stazione, che comprende pannelli a vetrata di L.L. Berlin, è la Guardia Rossa di Mosca, del 1917. Gli architetti furono I.G. Petuchova e N.I. Šumakov.